# Histadrut
Histadrut ("sammanslutning") eller HaHistadrut HaKlalit shel HaOvdim B'Eretz Yisrael (ההסתדרות הכללית של העובדים בארץ ישראל) (hebreiska, fritt översatt: "Allmänna landsorganisationen för arbetare i landet Israel") är Israels fackliga landsorganisation, motsvarande LO i Sverige. Histadrut bildades i december 1920 i Haifa som en judisk fackförening. Den blev senare en av de mäktigaste organisationerna i staten Israel. Sedan Israels ekonomi liberaliserades på 1980-talet har Histadruts inflytande och medlemskap minskat, men den är fortfarande en mäktig kraft i Israels samhällsliv.    